# لثوي
| نقطة النطق (مخرج حرف) |
| 1. شفوي - شفتاني - أسناني شفوي 2. شفوي لساني 3. نطعي - بين أسناني - أسناني - لثوي - ارتدادي - لثوي غاري - غاري لثوي 4. خلفي - غاري - طبقي - لهوي 5. حلقي 6. حنجري |

الأصوات اللَّثَوِيَّة هي الصوامت التي يلامس فيها طرف اللسان اللثة الخلفية للأسنان العليا الأمامية. يسمِّي الفراهيدي الصوامت اللثوية س، ز، ص «الحروف الأسلية»، كما استخدم اسم «لثوي» للحروف ث، ذ، ظ، التي تسمى أسنانيا في اللسانيات الآن.

فم ينطق بصوت لثوي